# Hohenbuehelia mustialaënsis
Hohenbuehelia mustialaënsis är en svampart som tillhör divisionen basidiesvampar, och som först beskrevs av Petter Adolf Karsten, och fick sitt nu gällande namn av Thorn. Hohenbuehelia mustialaënsis ingår i släktet Hohenbuehelia, och familjen musslingar. Enligt den finländska rödlistan är arten nationellt utdöd i Finland. Arten har ej påträffats i Sverige. Artens livsmiljö är betesmark med träd.